# Narodni dom

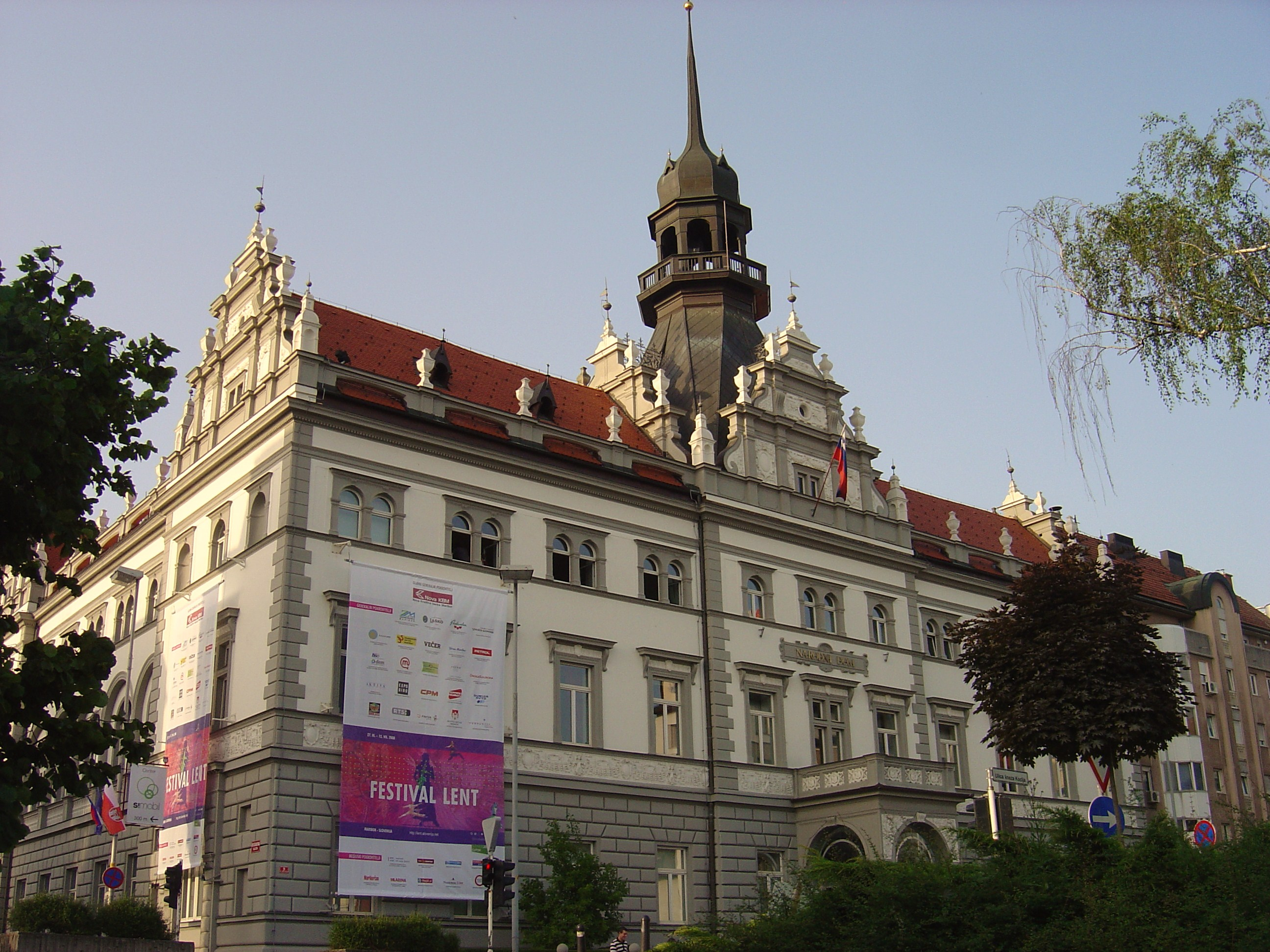
Narodni dom in Maribor

Narodni dom (masc., slowenisch und kroatisch für Nationalhaus, Nationalheim, auch Volkshaus, englisch National Hall) bzw. ukrainisch Narodnyi dim  ist die Bezeichnung für Gebäude, die ab Mitte des  19. Jahrhunderts in Österreich-Ungarn auf den Territorien der heutigen Staaten Slowenien, Kroatien und Italien bzw. Polen und Ukraine (Galizien und Bukowina, siehe auch Proswita) im Rahmen der Nationalen Wiederbelebung als Kulturzentren für die slawischsprachige Bevölkerung errichtet wurden.
Die als Heim der Nation verstandenen Gebäude beherbergten unter anderem slawischsprachige Kulturvereinigungen (z. B. Matica), wie Lese- und Musikvereine (z. B. Slovenska Matica und  Glasbena matica in Ljubljana), Bibliotheken, Veranstaltungs- und Sporträume, aber auch Räumlichkeiten für politische Vereinigungen. Sie sollen wesentlich zur Identitätsbildung und zur Festigung der Position der slawischsprachigen Bevölkerung beigetragen haben, insbesondere in den vom deutschsprachigen (Groß-)Bürgertum beherrschten gemischtsprachigen Städten der Donaumonarchie. Manche der Häuser wurden über Kreditinstitute finanziert, andere auch durch freiwillige Beiträge aus der Bevölkerung.

## Gebäude
- Buzet (Kroatien): erbaut 1907, heute Redaktionsbüro einer Zeitung[5][6]
- Celje (Slowenien): erbaut 1895 bis 1896, heute Stadtverwaltung[7]
- Lwiw (Ukraine): Volkshaus Lwiw: Grundsteinlegung des ruthenischen Nationalhauses 1851[8][9][10]
- Ljubljana (Slowenien): eröffnet 1896, heute Slowenische Nationalgalerie[1][11]
- Maribor: Narodni dom Maribor (Slowenien): erbaut in den Jahren 1897–1998, heute Veranstaltungszentrum[12][13][1]
- Novo mesto (Slowenien): erbaut 1885 und früher, wird als erster Narodni dom auf dem Gebiet des heutigen Sloweniens genannt[14]
- Pazin (Kroatien): erbaut 1905[15]
- Przemyśl  (Polen): erbaut 1904[16]
- Pula (Kroatien): eröffnet 1907, 1920 von italienischen Faschisten niedergebrannt[17]
- Triest (Italien): Narodni dom Triest: eröffnet 1907, 1920 von italienischen Faschisten niedergebrannt, heute Gebäude der Universität Triest
- Tscherniwzi/Czernowitz (Ukraine), erbaut um 1880[18]
- Zagreb (Kroatien): Narodni dom (Nationalhaus)[19] Gornji Grad (Zagreb): eröffnet 1847, heute Institut für die Geschichte der kroatischen Literatur, des Theaters und der Musik der Kroatischen Akademie der Wissenschaften und Künste[20][21]

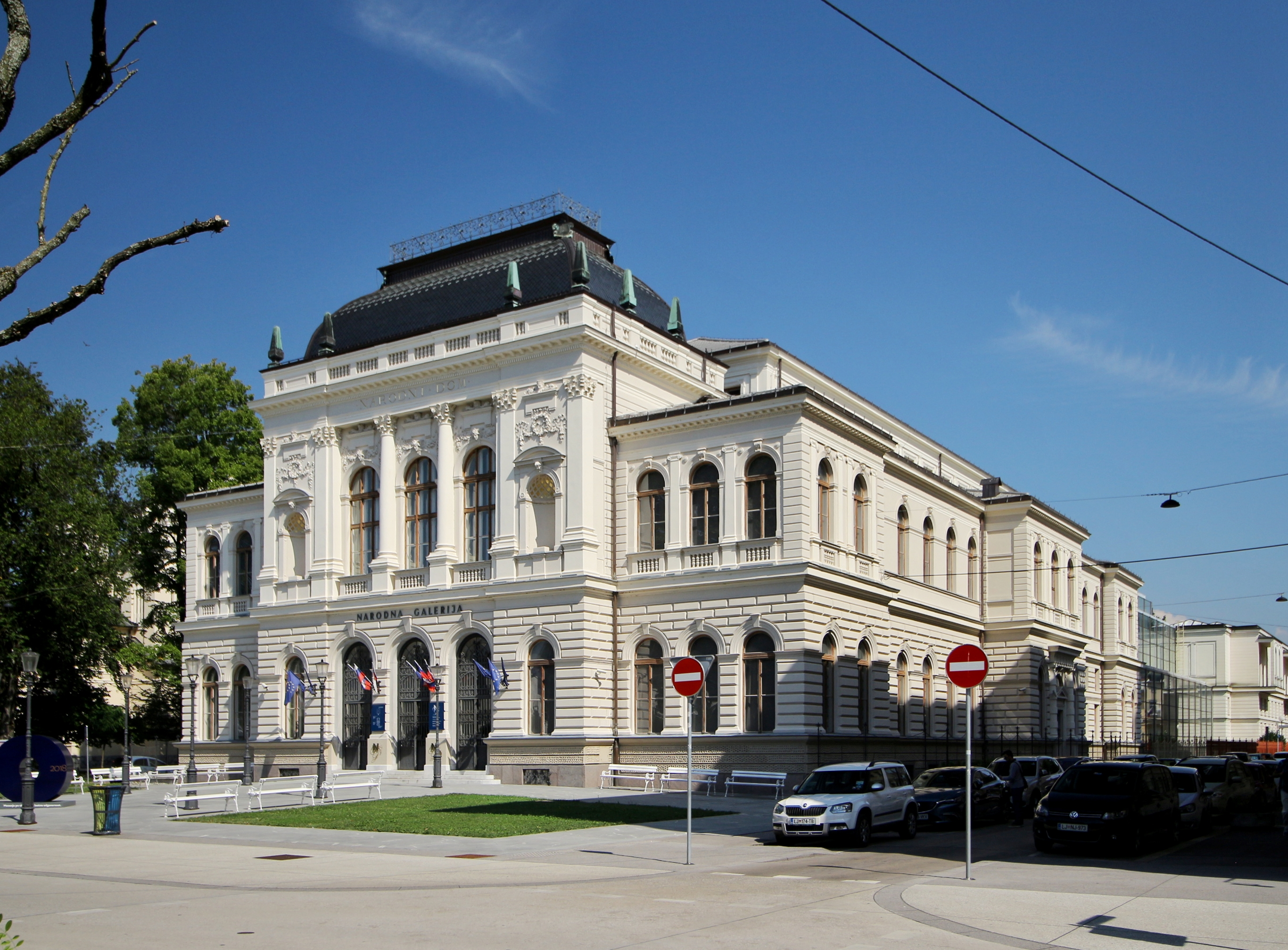
Narodni dom Ljubljana 2018
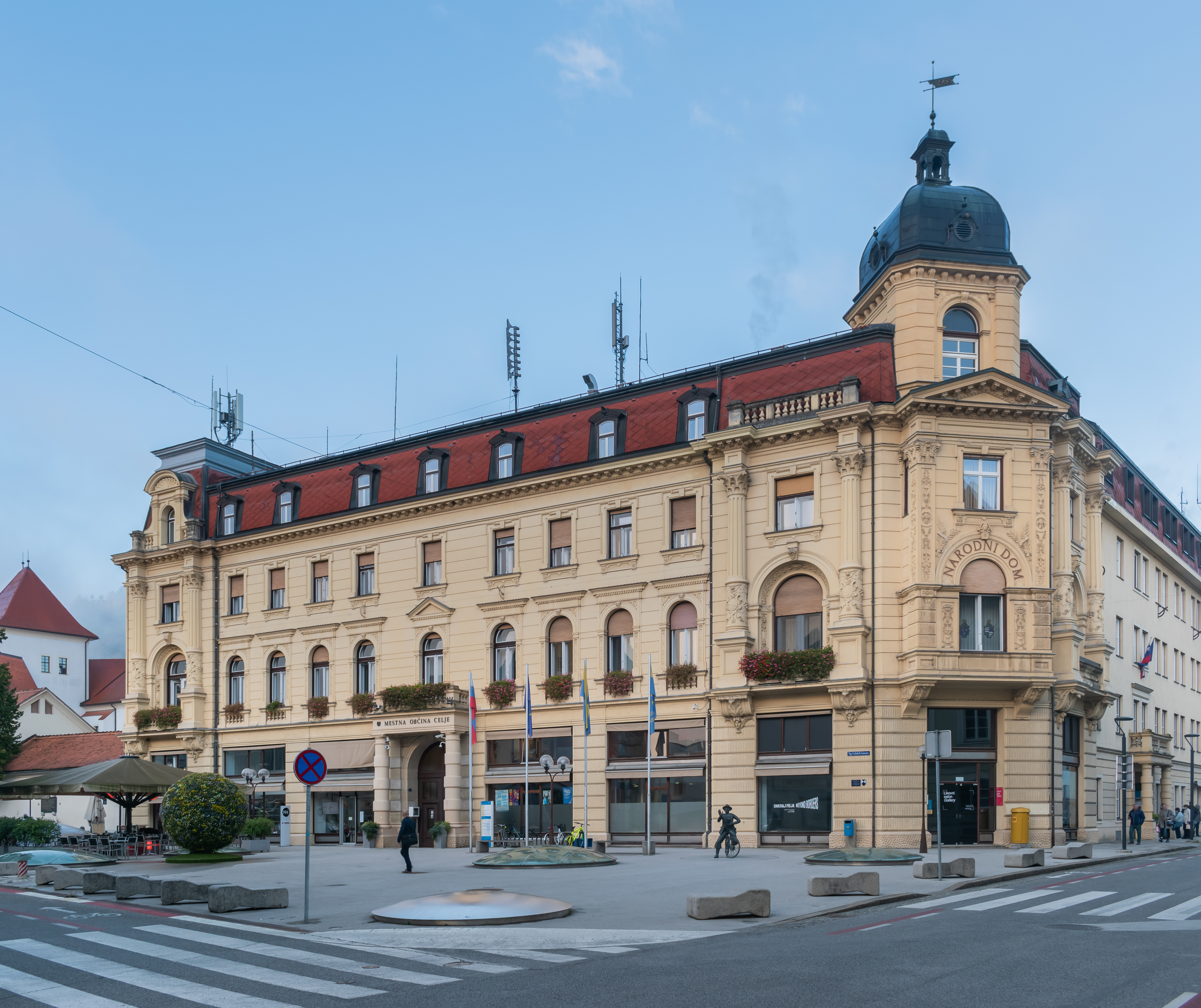
Narodni dom Celje 2021
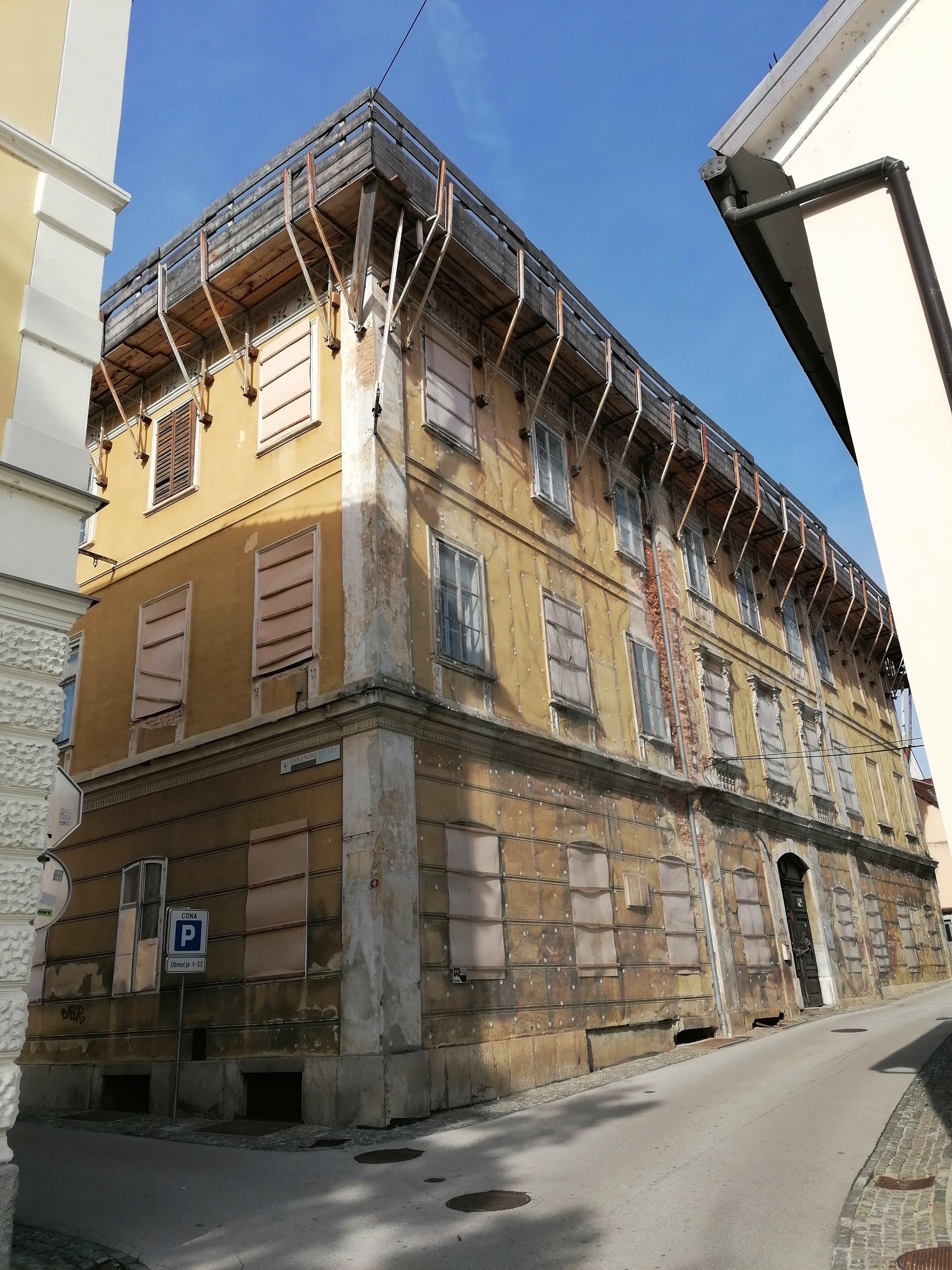
Narodni dom Novo mesto 2020
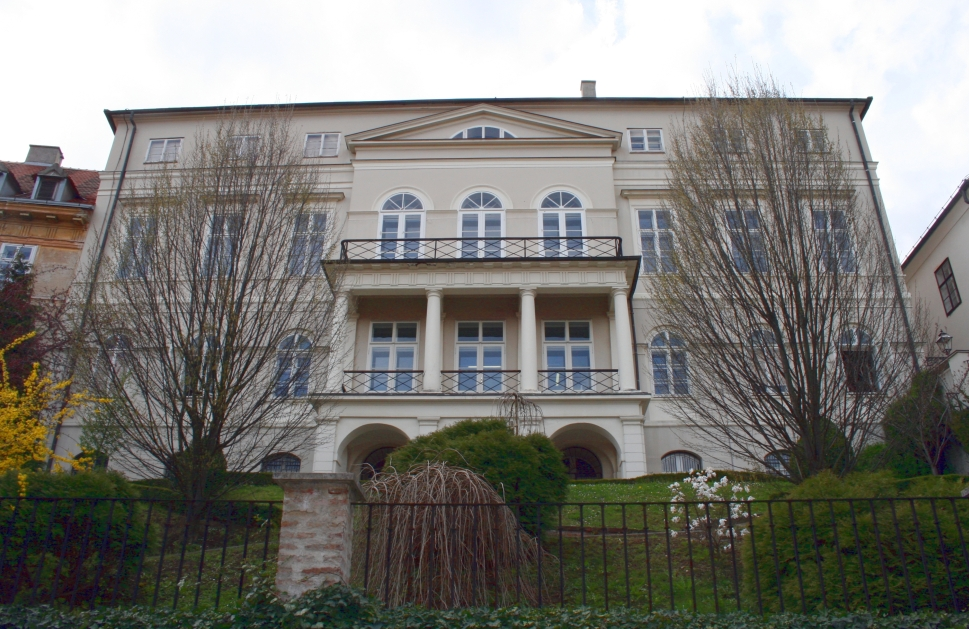
Narodni dom Zagreb 2008
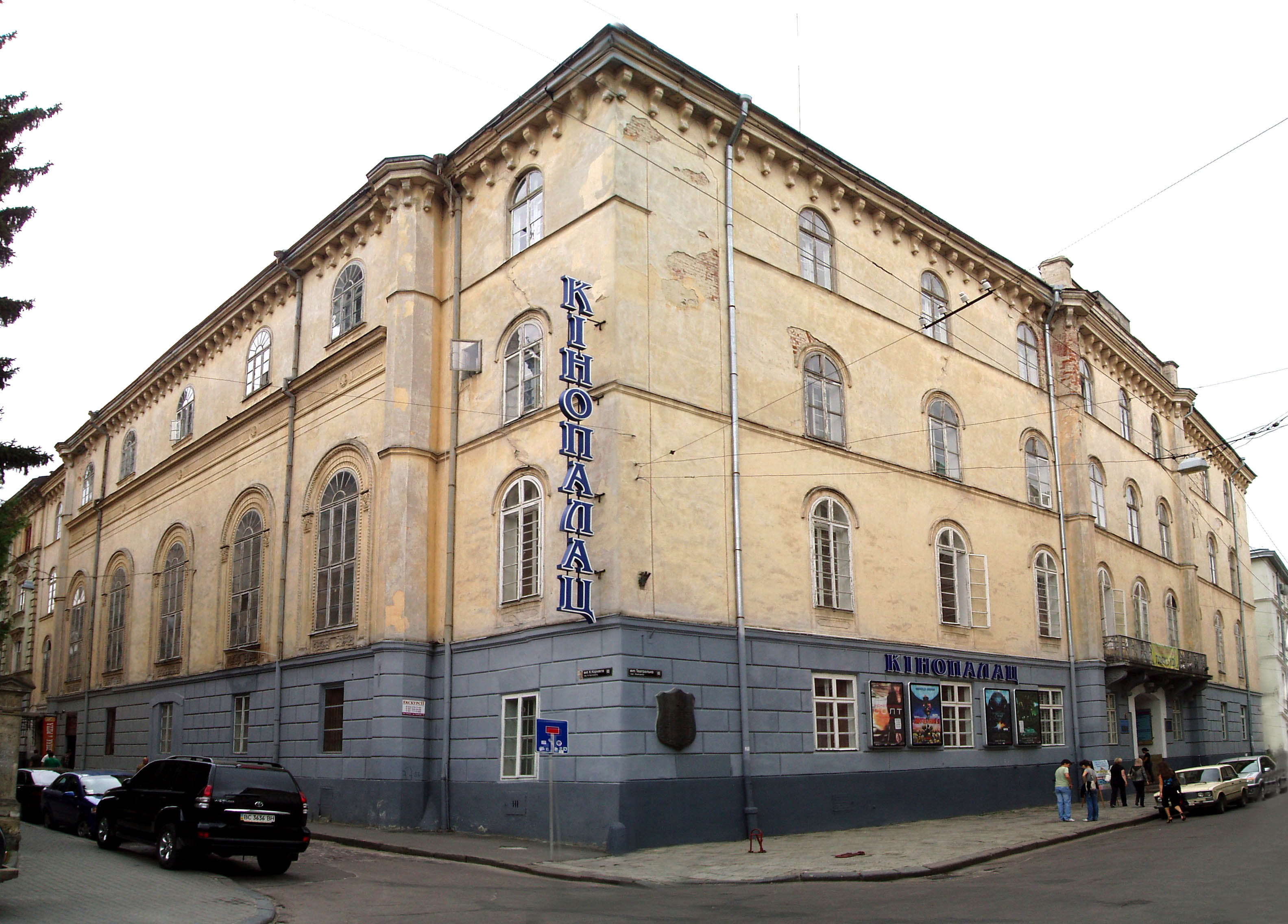
Narodnij Dim in Lwiw 2010
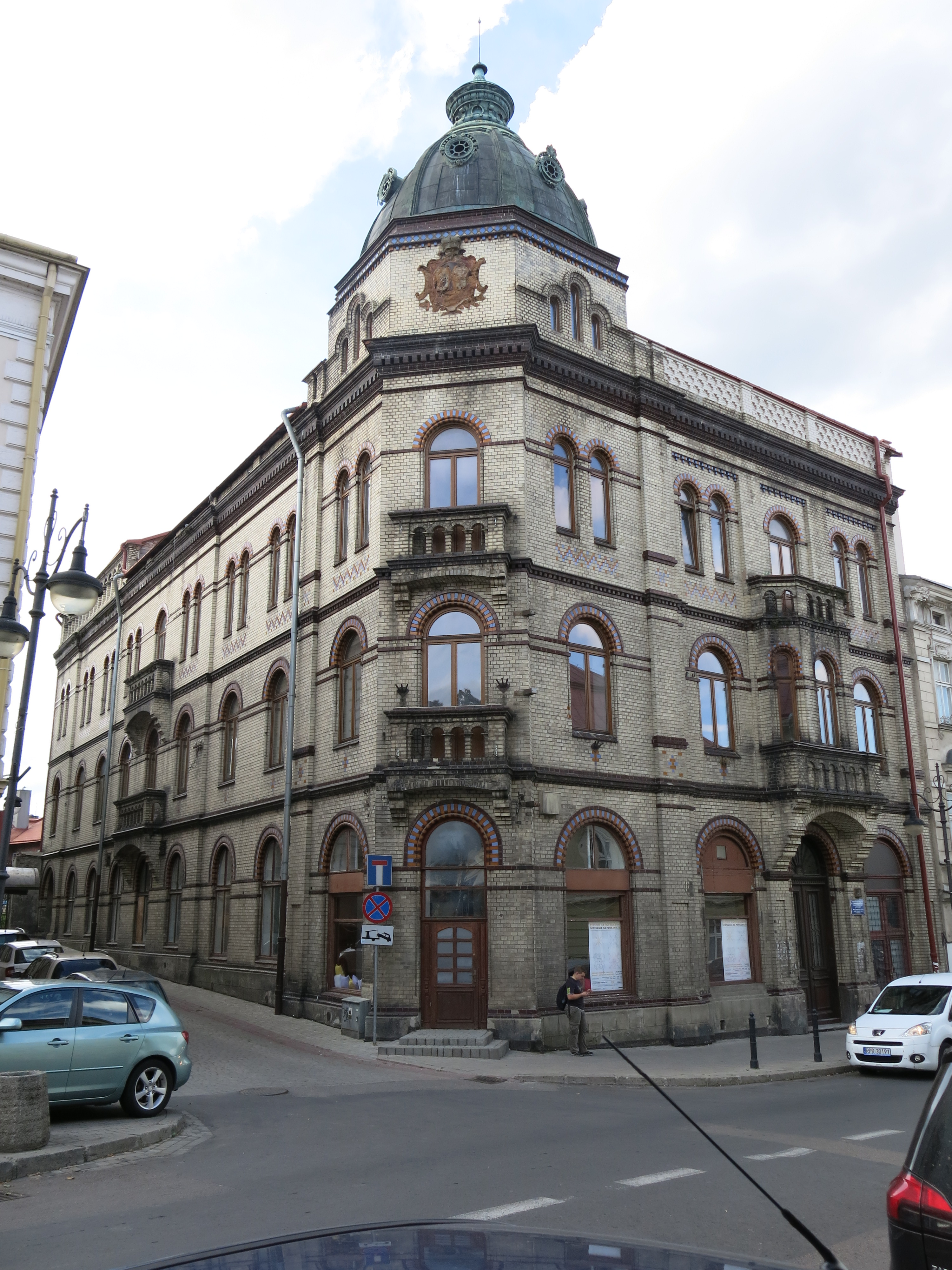
Narodnij Dim in Przemyśl 2020